# 알렉산드르 리트비넨코 독살

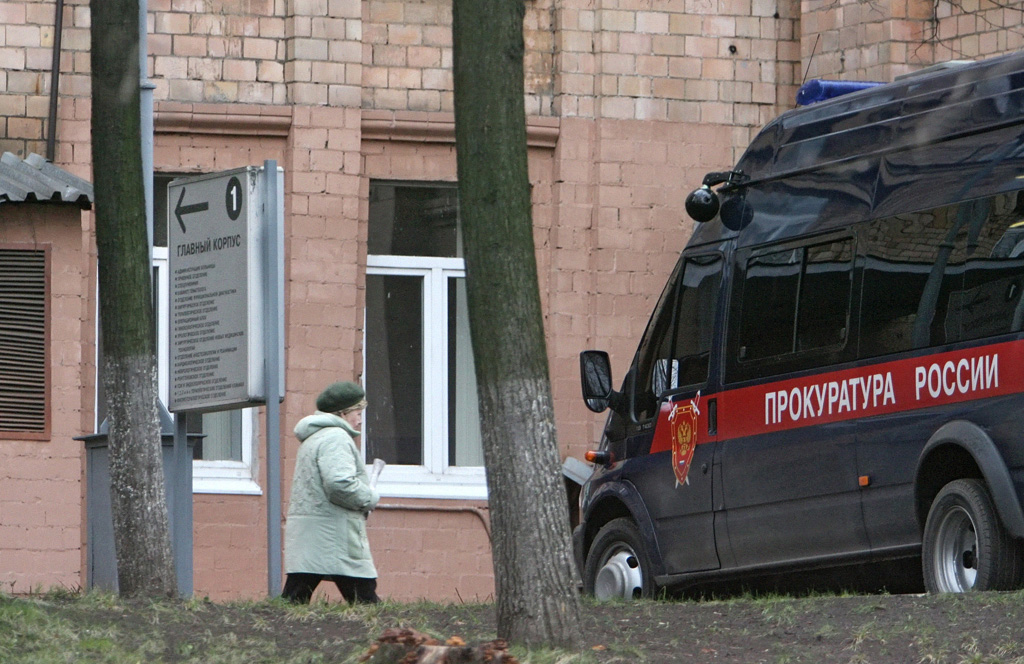

알렉산드르 리트비넨코 독살은 알렉산드르 리트비넨코가 2006년 11월 1일 폴로늄으로 독살된 사건이다.

## 역사
알렉산드르 리트비넨코 영국에 망명한 러시아 연방보안부 (FSB) 요원이다. 망명이후 푸틴 정권을 비난하는 활동을 계속했다.
2007년 5월 22일, 영국 경찰은 러시아인 안드레이 루고보이를 주범으로 지목, 기소키로 하고 러시아 당국에 정식 신병 인도를 요청했다.
사망하기 한 달 전 옛 FSB 동료인 안드레이 루고보이를 만나 마신 녹차 속에 방사성 독극물 폴로늄이 들어 있었으며, 장기가 하나하나 망가지기 시작해 3주 만에 숨졌다.

## 폴로늄
2004년 야세르 아라파트 팔레스타인 자치 정부 초대 대통령이 갑자기 건강이 악화되어 사망했다. 옷에서 폴로늄이 검출되었다. 폴로늄은 독성이 청산가리의 2억5000만배로 '초소형 핵폭탄'이라 불리는 물질이다.

## 같이 보기
- 핵테러
- 스크리팔 부녀 음독 사건